# كينيث إم. بولاك
كينيث إم. بولاك (بالإنجليزية: Kenneth Pollack) هو أكاديمي أمريكي، ولد في 1966.

## وصلات خارجية
- كينيث إم. بولاك على موقع IMDb (الإنجليزية)
- كينيث إم. بولاك على موقع إن إن دي بي (الإنجليزية)